# Emoji

Un emoji d'un àngel en la missatgeria instantània.

Els emojis (en japonès 絵文字, pictograma) són utilitzats com les emoticones principalment en converses de text a través de telèfons intel·ligents. Tot i que originalment es trobaven només disponibles al Japó, molts emojis han estat incorporats a l'estàndard Unicode, permetent així una àmplia disponibilitat. Com a resultat d'això, els telèfons intel·ligents, com els iPhone, Android i Windows Phone, són capaços de mostrar emojis sense requerir ser part d'un operador de telefonia japonès. També es troben disponibles en serveis de correu electrònic, com Gmail, i en aplicacions de missatgeria instantània, com Whatsapp o aMSN.

## Animoji
El terme "animoji» s'identifica com la versió animada d'un emoji, que funciona amb el sistema de reconeixement facial Face ID, que és part de la tecnologia True Depth. Aquest sistema només s'inclou en la versió del programari iOS 11 d'Apple. Per tant, a causa del fet que sigui necessària la tecnologia Face ID i l'iOS 11, només estan disponibles per l'iPhone X.
Els animojis funcionen captant les expressions facials que estigui realitzant l'usuari que es trobi mirant a càmera, amb la tecnologia Face ID, i transformarà aquestes expressions facials en els moviments que realitzarà un emoji, simultàniament. A més, també existeix la possibilitat de gravar aquests moviments duts a terme, incloent-hi el so.
Per crear i enviar animojis a través de l'aplicació «Missatges» de l'iPhone, cal polsar el símbol que es mostra al costat del de la càmera, que és el mateix símbol que el de l'App Store. A continuació apareixerà una barra a la part inferior de la pantalla, i caldrà seleccionar l'opció que apareix representada amb l'emoji del mico obrint la boca. Una vegada s'hagi seleccionat aquesta opció, s'obrirà una petita barra a la part inferior esquerra de la pantalla, que correspondrà a la llista dels 12 animojis disponibles, havent de seleccionar el que es desitgi per portar a cap l'animació.
Seguidament, s'haurà de mirar directament a l'iPhone i situar la cara dins el marc que apareixerà. Per començar a gravar, s'haurà de polsar el botó que s'identificarà com una rodona vermella amb les vores blanques, i per aturar-la, el botó que és una rodona blanca amb un quadrat vermell dintre. Aquesta simbologia per a la gravació es correspon amb la de la interfície de l'aplicació de la «Càmera» de l'iPhone.
Una vegada creat, es pot accedir a la vista prèvia de l'animoji, prement el botó del símbol d'una fletxa amb la part del mòdul d'aquesta amb forma arrodonida. Després de la vista prèvia, només faltarà polsar la fletxa cap amunt perquè el missatge s'enviï.
L'opció de crear un Animoji en forma de sticker també està disponible. Per a fer-ho, cal seguir els mateixos passos que per a enviar un Animoji en forma de vídeo, però introduint la diferència que, havent acabat de gravar la seqüència, s'ha de mantenir polsat l'animoji i arrossegar-lo al missatge, per a enviar-lo automàticament.
L'opció de guardar l'animoji gravat o rebut, via l'app Missatges, també existeix. Així, per a fer-ho cal polsar fermament l'animoji que es vol guardar, lliscar el dit cap amunt i polsar l'opció Guardar.
Si el dispositiu amb el qual s'ha rebut l'animoji es tracta d'un iPhone 6 o un model anterior, així com un iPad o iPod Touch, només cal mantenir polsada l'animació i seleccionar l'opció Guardar.
També es poden prémer les animacions en l'historial de la conversa per veure'ls a pantalla completa i utilitzar el símbol de Guardar i seleccionar «Guardar Vídeo».
Els animojis guardats es trobaran a l'app Fotos del dispositiu iOS.
Una de les funcions que ha resultat més popularment coneguda i usada ha sigut la funció que poden adquirir els emojis de representar emojis que, de forma animada i amb so incorporat, es mouen al ritme de tota mena de cançons escollides per l'usuari, des de «Bohemian Rhapsody» fins «Hakuna Matata». Aquesta funció s'ha identificat com «Funció Karaoke».
Cal també destacar que, a més de la Funció Karaoke, també s'està popularitzant la utilització dels animojis per a la recreació de les frases més famoses de tota mena de figures públiques, amb to humorístic.
Existeixen, de moment, 12 tipus d'animojis diferents, que s'identifiquen amb dotze caràcters que es corresponen amb un emoji ja existent. Els animojis disponibles són els que apareixen en la il·lustració a la dreta.